# Nicolas-Charles Bochsa
Nicolas-Charles Bochsa   (Montmédy, 9 d'agost de 1789 - Sydney, 6 de gener de 1856) fou un compositor, arpista i estafador francès, fill de la lorenesa Marie-Charlotte Vautrain i del compositor i editor bohemi Karl Bochsa.
D'una precocitat extraordinària, als nou anys, sense haver fet estudis seriosos, compongué una simfonia, als onze un concert i als setze l'òpera Trajan, a la representació de la qual assistí Napoleó Bonaparte. Un any després ingressà en el conservatori, on estudià composició, piano i arpa amb Charles Simon Catel (1773-1830), Étienne Nicolas Méhul i François-Joseph Naderman, entre d'altres.
Investigat per un afer de frau, el 1816 se'n va anar a Anglaterra deixant enrere la seva esposa i ambdós fills a França. Era inculpat d'haver falsificat lletres de canvi amb les signatures de diverses persones, músics famosos (Méhul, François Adrien Boieldieu i altres), així com de personalitats influents com el comte Élie Decazes i Arthur Wellesley, duc de Wellington, tot per satisfer el seu gust pel luxe. El 1818, va ser condemnat en contumàcia per frau a dotze anys de treballs forçats i 4.000 francs de multa.
Home hàbil i seductor, el 1822 fou nomenat director del Royal National Theatre de Londres. Entre els seus alumnes tingué els germans John Balsir i Frederick Chatterton. El 1839, acusat de frau i de bigàmia, fugí amb Anne Rivière de Bishop, l'esposa de Henry Rowley Bishop. Des d'aquesta data residí quasi sempre a Amèrica i a Austràlia. Va morir d'edema el 6 gener de 1856 a Sydney, on va ser sebollit al cementiri de Camperdown.
A més de nombroses composicions soltes, compongué les òperes: Les héritiers de Paimpol (1813); Les heritiers Michau, Alphonse d'Aragon (1814); Le Roi et la Ligue; Les noces de Gamache; La lettre de change (1815); Un marí pour étrenne; La bataille denain (1816).